# Grubbnäsudden
Grubbnäsudden är en by i Kalix kommun beläget 30 kilometer norr om huvudorten. Den ligger vid sjön Storträsket, en grund sjö, cirka fyra meter där den är som djupast. I sjön finns ett djuphål, en "grobba" som återfinns rakt utanför en udde. Byn har uppkallats efter just de två, därav namnet Grubbnäsudden. Hålan kallas i byn Johannseshålan och är upp mätt till 11 meter och är ungefär 1,5 x 1,5 meter. I byn är ett 15-tal personer bofasta året om. 
I Grubbnäsudden finns militärförläggning Grubbnäsuddens läger, bestående av ett barackläger som tidvis används av Försvarsmakten. Nordväst om byn ligger Lombens skjutfält, ett större område reserverat för artilleriövningar.